# Cucurbita scabridifolia
Cucurbita scabridifolia är en gurkväxtart som beskrevs av Liberty Hyde Bailey. Cucurbita scabridifolia ingår i släktet pumpor, och familjen gurkväxter. Inga underarter finns listade i Catalogue of Life.